# Bailly (hố)
Bailly là một hố Mặt Trăng (hố va chạm) nằm ở rìa tây nam của Mặt Trăng. Được đặt tên theo sau nhà thiên văn học người Pháp Jean S. Bailly. Góc nhìn gần làm rõ nét hình dáng của hố, và ở vị trí này tầm nhìn bị hạn chế bởi vì sự hiệu chỉnh. Thời điểm để có thể thấy được hố này là thời điểm gần trăng tròn khi đường rạng đông đi qua tường của nó.

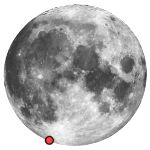
Vị trí của hố Bailly

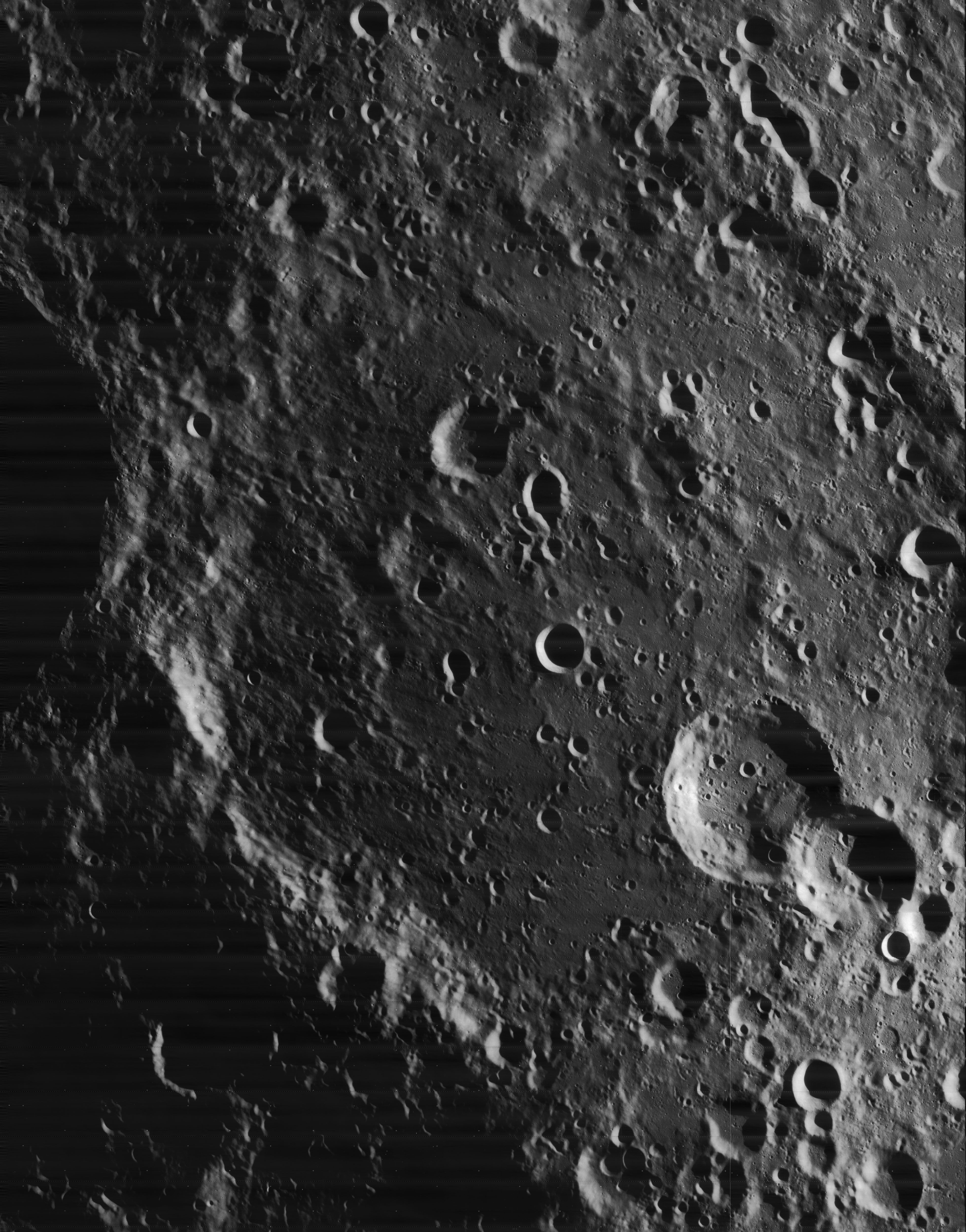
Hình từ Lunar Orbiter 4

## Hố vệ tinh

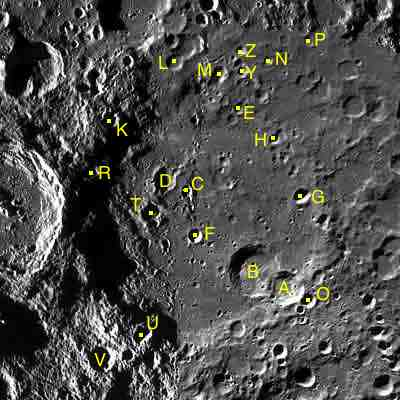
Các hố vệ tinh của Bailly

Theo quy ước, những tính chất này được xác định trên bản đồ bằng cách đặt những từng chữ cái là tâm của hố vệ tinh gần Bailly nhất.
| Bailly | Tọa độ                            | Đường kính, km |
| ------ | --------------------------------- | -------------- |
| A      | 69°17′N 59°34′T / 69,28°N 59,57°T | 43             |
| B      | 68°44′N 63°15′T / 68,74°N 63,25°T | 62             |
| C      | 65°47′N 70°20′T / 65,79°N 70,34°T | 19             |
| D      | 65°15′N 72°23′T / 65,25°N 72,38°T | 27             |
| E      | 62°27′N 65°45′T / 62,45°N 65,75°T | 16             |
| F      | 67°28′N 69°35′T / 67,46°N 69,59°T | 17             |
| G      | 65°38′N 59°28′T / 65,63°N 59,47°T | 19             |
| H      | 63°34′N 62°35′T / 63,57°N 62,59°T | 13             |
| K      | 62°44′N 76°43′T / 62,73°N 76,71°T | 19             |
| L      | 60°43′N 71°08′T / 60,71°N 71,13°T | 21             |
| M      | 61°10′N 67°31′T / 61,16°N 67,51°T | 20             |
| N      | 60°32′N 63°41′T / 60,53°N 63,68°T | 11             |
| O      | 69°35′N 56°55′T / 69,59°N 56,92°T | 19             |
| P      | 59°34′N 60°40′T / 59,57°N 60,67°T | 14             |
| R      | 64°40′N 79°11′T / 64,66°N 79,18°T | 17             |
| T      | 66°29′N 73°50′T / 66,49°N 73,83°T | 19             |
| U      | 71°14′N 76°02′T / 71,24°N 76,03°T | 24             |
| V      | 71°55′N 81°27′T / 71,91°N 81,45°T | 32             |
| Y      | 61°02′N 65°36′T / 61,04°N 65,6°T  | 14             |
| Z      | 60°13′N 65°52′T / 60,22°N 65,86°T | 13             |